# Antonietta Böhm
Antonietta Böhm (Bottrop, 23 de septiembre de 1907-San Francisco Coacalco, 27 de abril de 2008) fue una monja católica alemana perteneciente a la orden de las Hijas de María Auxiliadora. Se desempeñó como misionera durante 74 años en América Latina, donde se dedicó particularmente a los pobres. Fue sucesivamente maestra, enfermera y superiora provincial. Fue presentada en Roma su causa de beatificación, donde se le es reconocida como Sierva de Dios.

## Biografía
Nació el 23 de septiembre de 1907 en Bottrop, Alemania. Era la octava de una familia de diez hijos, y adquirió de sus padres una fe viva y profunda.
En Essen, conoció a las Hijas de María Auxiliadora, que habían llegado a Alemania en 1922. Se dejó seducir por su serenidad y su forma de vida apostólica.
Se unió al noviciado de la orden en Nizza Monferrato en Italia, luego tomó sus votos religiosos temporales el 5 de agosto de 1928 y así se convierte en miembro de la orden. Seis años más tarde, hizo sus votos perpetuos en Turín el 5 de agosto de 1934. Al poco tiempo partió como misionera para América del Sur, con treinta y tres compañeras.
Trabajó primero en Argentina donde permaneció durante treinta años, desde 1934 hasta 1965, luego trabajó en Perú y Bolivia de 1965 a 1969, y finalmente en México desde 1969. Habiendo sido vicaria, superiora y superiora provincial, se afirmó en todas partes su fortaleza de carácter, su capacidad de escucha y su plena confianza en Dios y en María Auxiliadora.
Desde 1979 hasta su muerte, pasó los últimos treinta años de su vida dentro de la comunidad “Villa Spem” en Coacalco de Berriozábal. Allí fue vicaria y luego superiora. Es una reconocida guía espiritual, comprometida socialmente en la ayuda a los pobres.
Fue en 1985 cuando fundó una Obra sabatina para repartir alimentos a los más necesitados. Ella misma se ocupó de toda la organización hasta el año 2000 cuando tuvo que separarse de su cargo por razones de salud.
Falleció a la edad de cien años el 27 de abril de 2008 en Coacalco de Berriozábal luego de 80 años de vida religiosa y 74 años de misión en América Latina.

## Causa de beatificación
El Suplex Libellus solicitando la apertura de su causa de beatificación fue emitido en 2013 en la diócesis de Cuautitlán en México, para iniciar el procedimiento de investigación sobre su vida y virtudes. En octubre de 2016 el dicasterio de las causas de los santos decide que nada se interpone en el camino de la apertura de esta causa e informa al Padre Salesiano Pierluigi Cameroni, quien es el Postulador General para las Causas de los Santos de la Familia Salesiana.
Antonietta Böhm, hija de María Auxiliadora, fue reconocida como "sierva de Dios" por esta primera etapa de su proceso de beatificación. Tras esta autorización romana, se abre la indagatoria diocesana el 7 de mayo de 2017 en la catedral de Cuautitlán.
Para solemnizar la conclusión de la Investigación diocesana sobre la vida, virtudes, fama de santidad y signos de la Causa de Beatificación y Canonización de la Sierva de Dios Antonieta Böhm, religiosa profesa en la Congregación de las Hijas de María Auxiliadora (HMA), y prestar el debido juramento, el 28 de abril de 2024, a las 9:00 hora local, en la Catedral de San Buenaventura en Cuautitlán, México, después de la Misa presidida por el Obispo diocesano, Monseñor Efraín Mendoza Cruz, se llevó a cabo la Sesión de Clausura con el juramento de los miembros del tribunal: el Obispo; Padre Omar Nemesio Montoya García, Delegado Episcopal; Padre Adolfo Martínez Melo, Promotor de Justicia; María de Lourdes Jasso Arredondo, Notaria; también prestaron juramento Padre Pierluigi Cameroni, SDB, Postulador General para las Causas de los Santos de la Familia Salesiana, y la Vicepostuladora, HMA María Guadalupe Chávez Rodríguez.
Luego, se entregaron el Arquetipo con los Documentos originales para conservarse en el archivo diocesano, y dos copias (Trasunto y Copia pública) entregadas a Padre Gabriel Cruz, SDB, miembro de la Postulación General Salesiana, para ser transmitidas al Dicasterio de las Causas de los Santos en Roma.
En la homilía, Monseñor Mendoza Cruz, refiriéndose al evangelio dominical de la vid y los sarmientos, destacó cómo Madre Antonietta Böhm fue un sarmiento vivo y fecundo, unido a Cristo, que dio frutos y aceptó las podas de la vida.
La Hermana Phyllis Neves, Consejera General Visitadora de las HMA, dirigió un mensaje de saludo en nombre de la Superiora General del Instituto de las Hijas de María Auxiliadora, Madre Chiara Cazzuola.
Luego siguió un evento artístico en homenaje a la Hermana Antonieta Böhm: “Semilla de amor”, interpretado por los exalumnos y exalumnas del Centro Educativo “Laura Vicuña”, acompañados por el grupo musical “Effetà”.